# Nesolagus
Nesolagus es un género de mamíferos lagomorfos de la familia Leporidae. Está compuesto solo por dos especies, caracterizadas por las franjas de color negro de su capa: Nesolagus netscheri de Sumatra, muy rara y en vías de extinción y Nesolagus timminsi, descubierta a finales del siglo XX y propia de la Cordillera Annamita (Vietnam).
Las bandas negras o marrón oscuras a lo largo del cuerpo de estos especímenes otorgan a los individuos de este género el sobrenombre de conejos rayados, y junto a su cola, sus cortas orejas y su grupa roja brillante permiten diferenciarlos de otros conejos.
Se estima que ambas especies se diferenciaron hace unos 8 millones de años.

## Especies
- Nesolagus netscheri
- Nesolagus timminsi